# Sakoira
Sakoira este o comună rurală din departamentul Tillabéri, regiunea Tillabéri, Niger, cu o populație de 20.186 de locuitori (2001).